# Champlost
Champlost település Franciaországban, Yonne megyében. Lakosainak száma 779 fő (2022. január 1.). Champlost Arces-Dilo, Mercy, Bellechaume, Brienon-sur-Armançon, Saint-Florentin és Venizy községekkel határos.

## Népesség
A település népességének változása:
| Lakosok száma | 811  | 801  | 819  | 790  | 785  | 787  | 790  | 792  | 779  |
|               | 2013 | 2015 | 2016 | 2017 | 2018 | 2019 | 2020 | 2021 | 2022 |